# Olios benitensis
Olios benitensis is een spinnensoort uit de familie van de jachtkrabspinnen (Sparassidae).
De wetenschappelijke naam van de soort werd in 1899 als Sparassus benitensis gepubliceerd door Reginald Innes Pocock.